# L'Énigme de Givreuse
L'Énigme de Givreuse est un roman merveilleux-scientifique de l'écrivain français J.-H. Rosny aîné publié en feuilleton à partir de décembre 1916 dans la Revue de Paris, puis en format relié en 1917. Ce récit raconte le destin de Pierre de Givreuse, un soldat blessé durant la guerre des tranchées qui se retrouve dupliqué en deux êtres semblables.

## Résumé de l'intrigue
En 1914, un soldat français, Pierre de Givreuse, de retour du front où il a été blessé, se retrouve mystérieusement dupliqué en deux individus parfaitement semblables. Partiellement amnésiques, le retour à la vie civile est d'autant plus difficile qu'ils tombent tous les deux amoureux de la même jeune femme.

## Analyse de l'œuvre
Durant la guerre, Pierre de Givreuse se retrouve malgré lui au cœur d'une expérience secrète de  bipartition moléculaire du docteur Grantaigle qui le scinde en deux corps parfaitement identiques. Pour Rosny aîné, cette intrigue est l'occasion de s'interroger sur la recherche scientifique et les limites des réponses qu'elle peut apporter.

## Éditions
- Revue de Paris, parution en feuilleton de décembre 1916 à janvier 1917
- Éditions Flammarion, 1917
- Nouvelles Éditions Oswald, coll. « Fantastique / SF / Aventure »,  no 61, 1982  (ISBN 2-7304-0169-5)
- Éditions de la BnF, coll. « Les Orpailleurs »,  2017, dans le recueil L'Énigme de Givreuse, suivi de La Haine surnaturelle  (ISBN 978-2-7177-2759-3)

## Hommages
Les écrivains Maurice Renard et Albert-Jean cosignèrent en 1924 le roman-feuilleton Le singe qui traite d'une enquête policière mêlée de merveilleux-scientifique, au cours de laquelle l'écrivain J.-H. Rosny aîné intervient comme personnage pour parler de son roman L'Énigme de Givreuse.
Ce roman, dans lequel le héros se retrouve scindé en deux entités à la suite d'une expérience pendant la guerre, a en partie inspiré les auteurs Serge Lehman et Fabrice Colin de la série de bande dessinée La Brigade chimérique. En effet, cette brigade est elle-même issue d'une quadripartition du docteur Jean Séverac, à la suite d'une attaque allemande dans les tranchées. Les auteurs rendent d'ailleurs hommage à l'œuvre de Rosny aîné, en faisant apparaître au détour d'une case les jumeaux de Givreuse.